# Orthoclydon subtentaria
Orthoclydon subtentaria là một loài bướm đêm trong họ Geometridae.